# تام کنی
جیمز "تام" کنی (به انگلیسی: Thomas James "Tom" Kenny) (متولد ۱۹۶۲) بازیگر، صداگذار، خواننده و کمدین آمریکایی است. شهرت تام کنی بخاطر صداگذاری او در مجموعه انیمیشن‌های باب اسفنجی و گربه سگ، مجموعه‌بازی اسپایرو و پادشاه یخ در کارتون زمان ماجراجویی است.

## دوران کودکی
تام کنی در سیراکیوز، نیویورک متولد شده و در آنجا بزرگ شد.

## فعالیت صداگذاری
اگرچه که تام کنی را عمدتاً بخاطر صدای مشهورش در مجموعهٔ باب اسفنجی می‌شناسند، اما تا پیش از آن، صدای تام در بیش از ۲۰۰ آثار دیگر مورد استفاده قرار گرفته بود. البته صداگذاری تام فقط در نقش باب اسفنجی خلاصه نمی‌شود و تعدادی از گریه‌ها و ناله‌های گری حلزون باب اسفنجی هم صدای او است.
از دیگر آثار مشهور تام برای بینندگان ایرانی، مجموعه انیمیشن‌های گربه‌سگ بود که تام صدای سگ را صداگذاری کرده بود. صدای خرگوش در فیلم وینی د پو (فیلم) نیز از کارهای اوست

## فیلم‌شناسی

### فیلم
- حرکت دلقک
- جیمی نوترون: پسر نابغه
- دکتر دولیتل ۲
- انیماتریکس
- فیلم ترسناک ۳
- فیلم باب‌اسفنجی شلوار مکعبی
- شنل قرمزی (فیلم ۲۰۰۵)
- تام و جری: پرواز به سوی مریخ
- مورچه‌کش
- لیگ عدالت در برابر پنج کشنده
- فیوچراما
- دشت بزرگ بندر
- ملاقات با رابینسون‌ها
- تکونکینکریت
- مهاجران (فیلم ۲۰۰۸)
- تبدیل‌شوندگان: انتقام شکست‌خوردگان
- بهترین بابای دنیا (فیلم)
- وینی د پو (فیلم)
- تبدیل‌شوندگان: نیمه تاریک ماه
- خدا آمریکا را در پناه خود نگه دارد (فیلم)

### مجموعه تلویزیونی
- گربه‌سگ
- فیوچراما
- باب‌اسفنجی شلوارمکعبی
- والدین نسبتاً عجیب و غریب
- پخش زنده شنبه شب
- بابای آمریکایی!
- مرد خانواده
- بتمن (انیمیشن سریالی)
- فلپ‌جک
- فینیس و فرب
- وقت ماجراجویی
- فینیس و فرب
- بتمن شجاع و جسور
- نمایش لونی تونز
- بابل گاپیز
- افسانه کورا
- بریکلبری
- گردآوری انتقامجویان (مجموعه تلویزیونی)
- تایتان‌های نوجوان به پیش
- نمایش تام و جری (مجموعه تلویزیونی ۲۰۱۴)
- آبشار جاذبه
- ملوان زبل